# Сунтарски рејон
Сунтарски рејон или Сунтарски улус (рус. Сунтарский район, јакут. Сунтаар улууһа) један је од 34 рејона Републике Јакутије у Руској Федерацији. Налази се на западу Јакутије.
Кроз централни дио рејона протиче ријека Виљуј. Рејон се на сјеверу и сјевероистоку граничи са Њурбинским рејоном, на истоку са Верхњевиљујским, на југоистоку са Ољокминским, на југу са Ленским и на западу са Мирнинским рејоном.
Рељеф је претежно планински. Укупна површина рејона је 57.800 км². А административни центар је насеље Сунтар. 
Познато је да су плодне Сунтарајске долине одавнина привлачиле јакутске досељенике. Први писани подаци о овим просторима су документи којима се овлашћује Воина Шахова да организује вађење руда соли до којих је дошао Стјепан Петрович Крашениников. Прва црква (Ваведења Богородице), саграђена је 1764. године у селу Сунтар. Након тога, почетком XIX вијека почиње масовније насељавање и истраживања овог простора.
Укупан број становника рејона је 25.304 људи (2010). Становништво чине Јакути (92,5%), те мањи број Руса и других.